# Daniele Danieli
Daniele Danieli (Venezia, 3 luglio 1934 – 27 giugno 2007) è stato un calciatore italiano, di ruolo attaccante.

## Caratteristiche tecniche
Giocò nel ruolo di ala destra.

## Carriera
Giocò in Serie A con il Venezia.

## Palmarès
- Campionato italiano Serie C: 1

Venezia: 1955-1956
- Campionato italiano di Serie B: 1

Venezia: 1960-1961